# La Course by Le Tour de France 2017

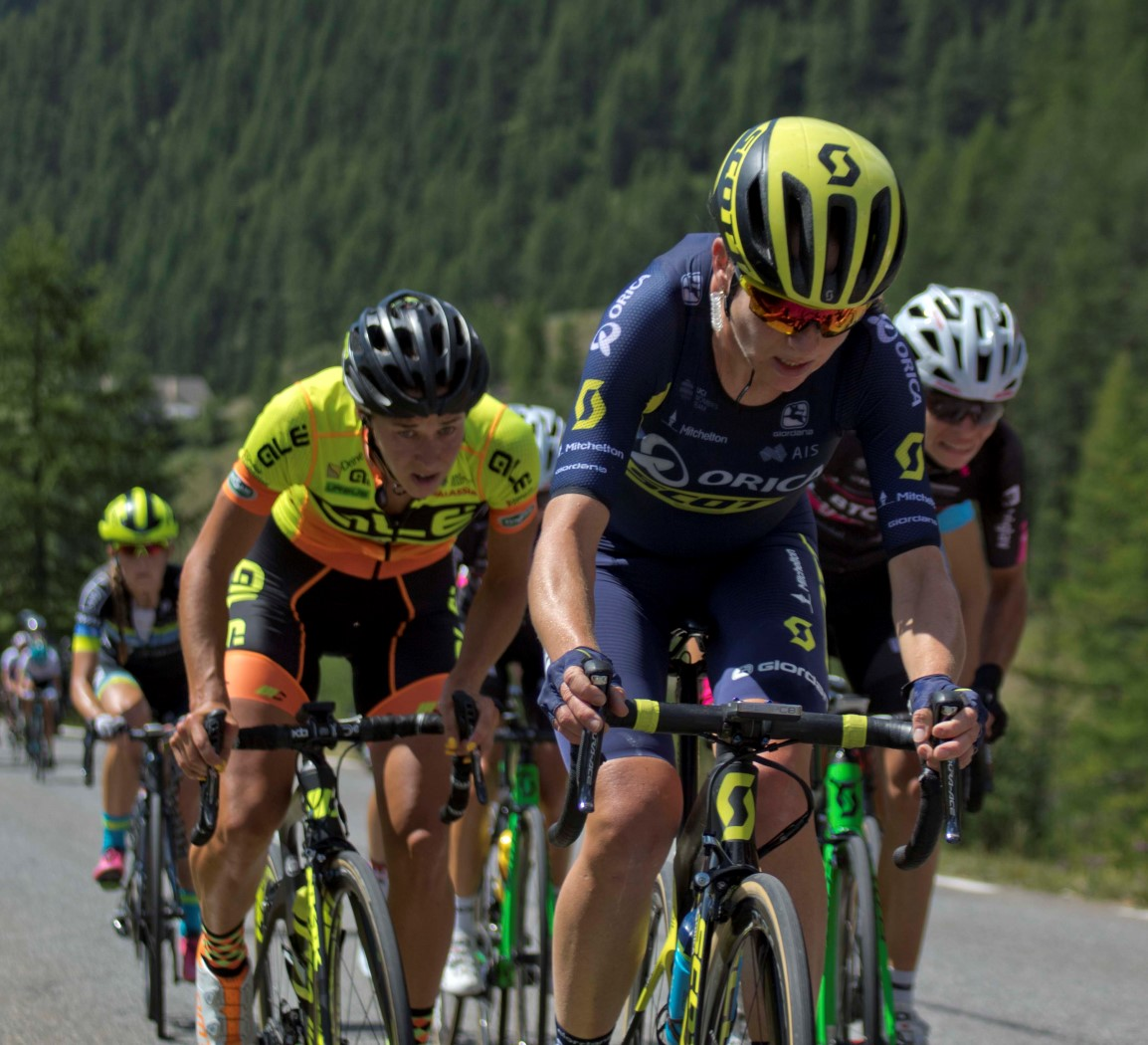
Annemiek van Vleuten op de Col d'Izoard

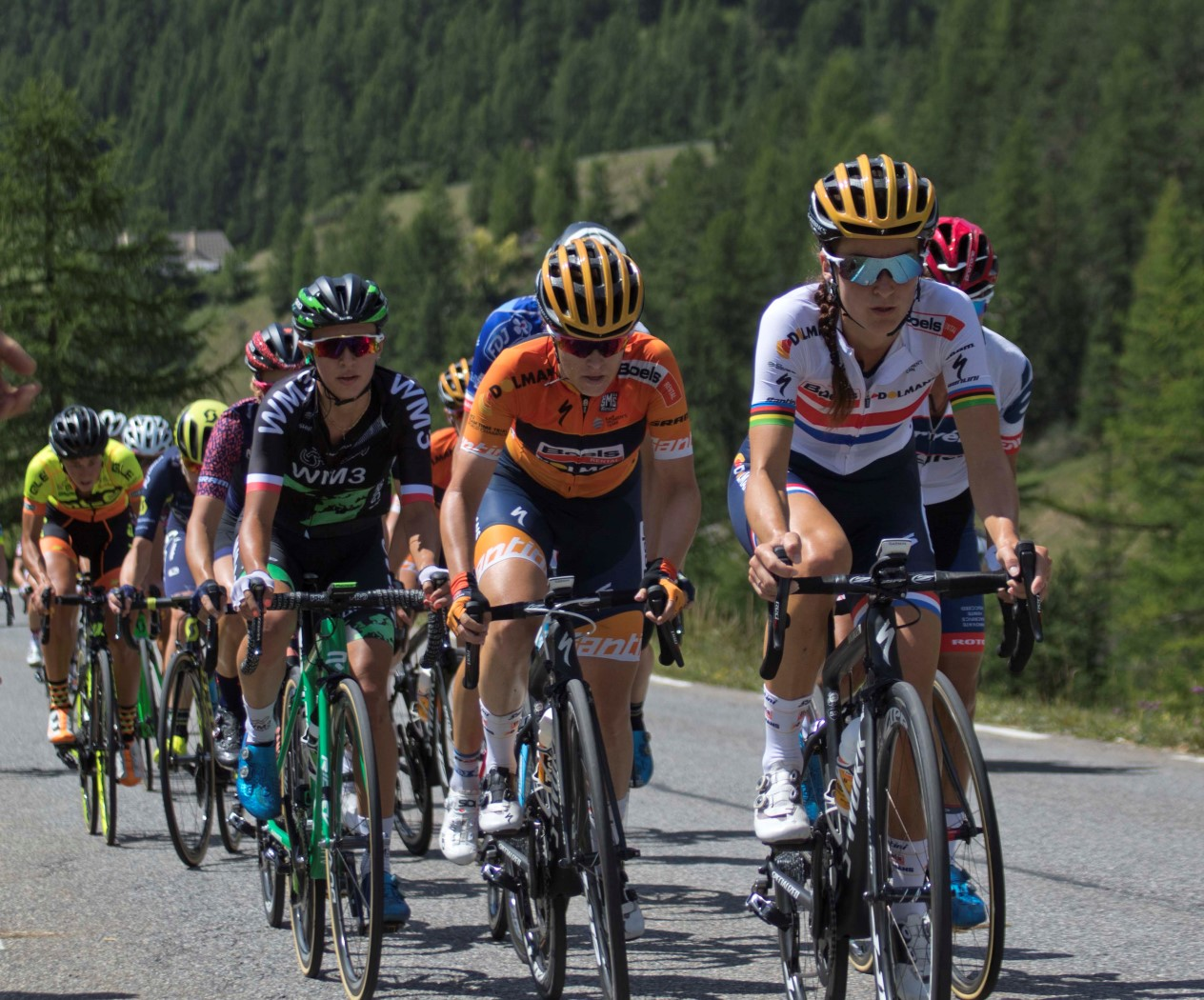
Elizabeth Deignan bepaalt het tempo van het peloton in de eerste etappe.

De vierde editie van de Franse wielerwedstrijd La Course by Le Tour de France werd gehouden op 20 en 22 juli 2017. De wedstrijd bestond voor het eerst uit twee etappes: de eerste rit van 67,5 km finishte bergop en maakte deel uit van de UCI Women's World Tour 2017 en was ingedeeld in de wedstrijdcategorie 1.WWT. De tweede dag was een achtervolgingsrit.
Op 18 oktober 2016 maakte de ASO, tegelijk met de presentatie van de Ronde van Frankrijk 2017, ook de vernieuwing van La Course bekend. Deze werd niet meer betwist, zoals de eerste drie jaren, op de Champs Élysées, maar in de Alpen, met aankomst op de Col d'Izoard, voorafgaand aan de 18e etappe van de mannen. De top 20 (mits gefinishd binnen 5 minuten) reed twee dagen later in Marseille een achtervolgingsrit, over hetzelfde parcours van 22,5 km waar later die dag de mannen hun tijdrit reden. De rensters startten met het tijdsverschil van de eerste dag. Deze slotrit was geen UCI-wedstrijd en maakte derhalve ook geen deel uit van de World Tour; de punten hiervan werden enkel verdeeld op de eerste dag. De slotrit werd verreden op normale koersfietsen (geen tijdritfietsen) en ook mocht er samengewerkt worden.

## Deelnemende ploegen
| UCI Teams                          | UCI Teams           | Nationale selectie |
| ---------------------------------- | ------------------- | ------------------ |
| Alé Cipollini                      | Lares-Waowdeals     | Frankrijk          |
| Astana Women's Team                | Lensworld-Kuota     |                    |
| BePink                             | Lotto Soudal Ladies |                    |
| Boels Dolmans Cycling Team         | Orica-Scott         |                    |
| BTC City Ljubljana                 | Servetto Giusta     |                    |
| Canyon-SRAM                        | Team Sunweb         |                    |
| Cervélo-Bigla                      | Team Tibco          |                    |
| Cylance Pro Cycling                | Team VéloCONCEPT    |                    |
| FDJ Nouvelle-Aquitaine Futuroscope | Wiggle High5        |                    |
| Hitec Products                     | WM3 Pro Cycling     |                    |

## Koersverloop
In totaal gingen 119 rensters van start in 21 ploegen: 20 UCI-ploegen plus de Franse nationale selectie. De rensters waren afkomstig uit 36 landen: onder hen elf Nederlandse en zeven Belgische rensters. Bijna de gehele wereldtop was aanwezig; enkel Giro-winnares en World Tourleidster Anna van der Breggen ontbrak. Vanaf het begin over het glooiende terrein lag het tempo vrij hoog. Hierdoor moesten enkele rensters vroeg lossen en kregen ontsnappingen bijna geen ruimte. De laatste 30 km gingen alleen nog maar bergop en op dat moment demarreerde Linda Villumsen. Haar voorsprong bleef binnen de minuut en met nog tien kilometer te gaan werd ook zij gegrepen. In het peloton bleef Boels Dolmans het tempo hoog houden, waardoor de ene na de andere favoriet moest lossen. Acht kilometer voor de top moesten Pauline Ferrand-Prévot, Sabrina Stultiens, Ashleigh Moolman-Pasio en Janneke Ensing de overige tien rensters laten gaan. Lizzie Deignan hield het tempo zo hoog dat haar kopvrouw Megan Guarnier moest lossen. Op ruim vier en een halve kilometer voor de top demarreerde Annemiek van Vleuten tweemaal achter elkaar en bouwde al snel een voorsprong op van ruim een halve minuut. Ondanks een schakelprobleem in het korte stuk afdaling, kwam ze solo over de streep, met 43 seconden voorsprong op Deignan en 1:23 op Elisa Longo Borghini. Door de korte afstand en het hoge gemiddelde kwamen slechts 46 rensters over de streep binnen de tijdslimiet van ruim tien minuten.
Twee dagen later mochten de beste 19 starten in de achtervolgingsrit in Marseille. Rossella Ratto finishte weliswaar als 20e, maar net buiten de vereiste vijf minuten. Van Vleuten ging als eerste van start in het Stade Vélodrome en 43 seconden later startte Deignan, maar zij wachtte op haar ploegmate Guarnier. Samen met Longo Borghini zetten zij de achtervolging in, maar konden geen tijd goedmaken op Van Vleuten. Op de enige klim (Notre-Dame-de-la-Garde) moest Guarnier lossen en Van Vleuten kon haar voorsprong zelfs uitbouwen. Op de finish in het Stade Vélodrome had ze 1:52 voor Deignan die de sprint van Longo Borghini won. De twee andere Nederlandse rensters Stultiens en Ensing finishten als twaalfde en zestiende.

## Etappes

### 1e etappe

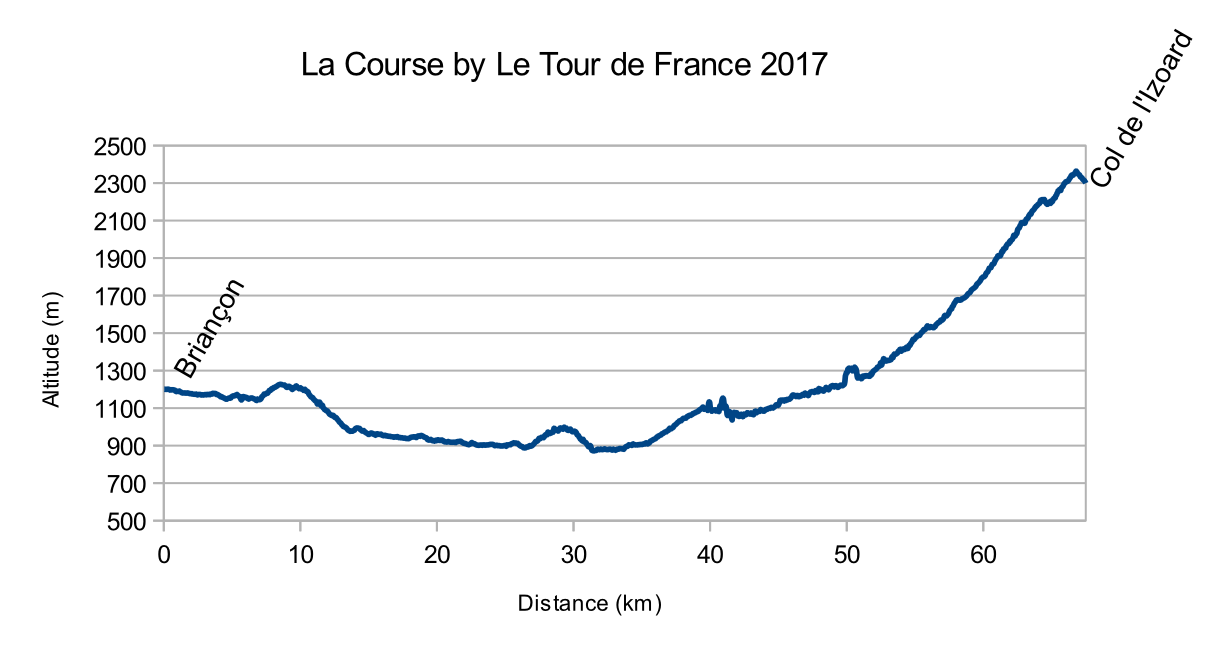
profiel 1e etappe

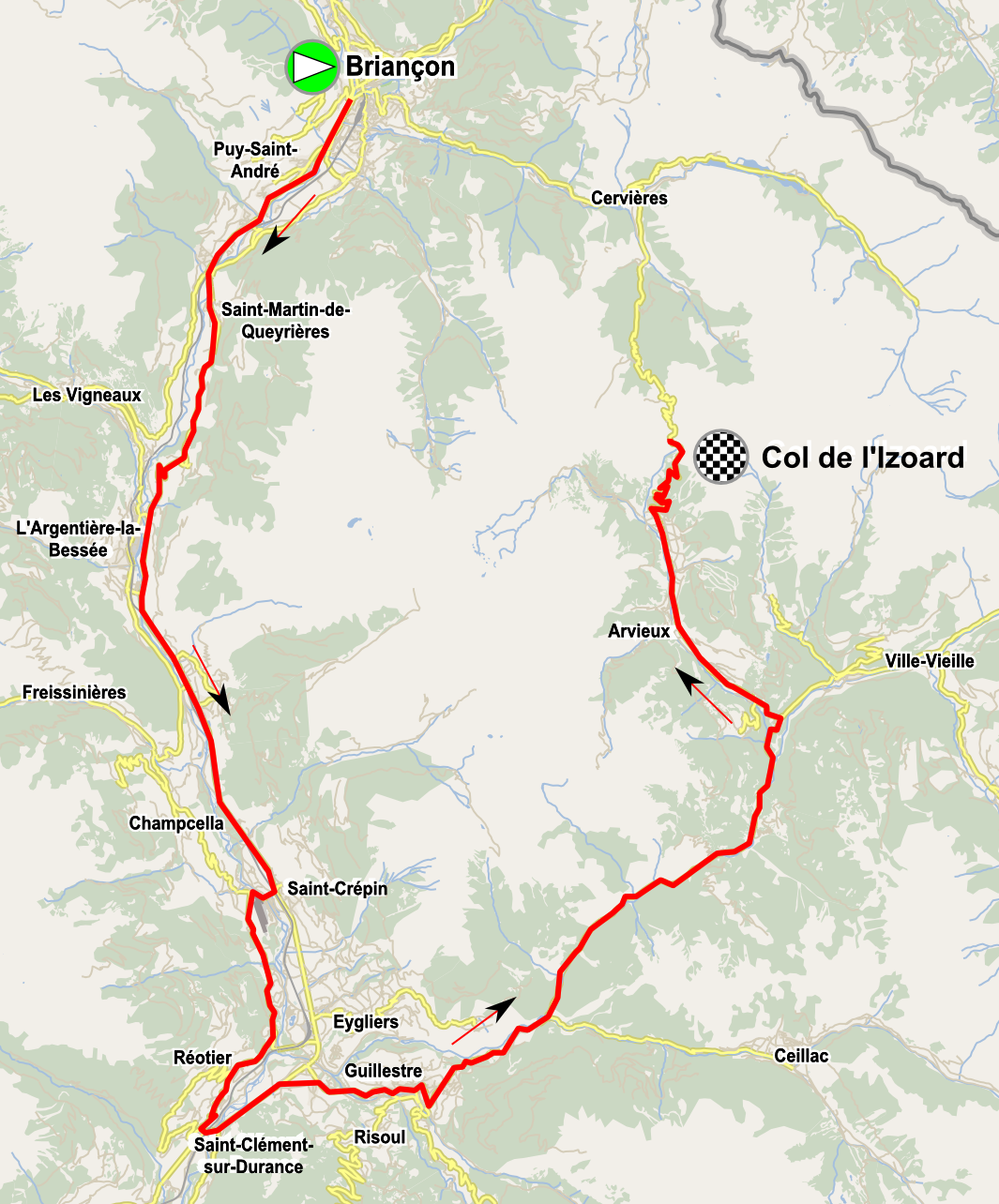
1e etappe

| donderdag 20 juli: Briançon - Izoard (67,5 km) |                        |                                    |          |
| Plaats                                         | Naam                   | Ploeg                              | Tijd     |
| Winnaar                                        | Annemiek van Vleuten   | Orica-Scott                        | 2u07'18" |
| 2                                              | Elizabeth Deignan      | Boels Dolmans                      | + 43"    |
| 3                                              | Elisa Longo Borghini   | Wiggle High5                       | + 1'23"  |
| 4                                              | Megan Guarnier         | Boels Dolmans                      | + 1'28"  |
| 5                                              | Shara Gillow           | FDJ Nouvelle-Aquitaine Futuroscope | + 1'33"  |
| 6                                              | Amanda Spratt          | Orica-Scott                        | + 1'41"  |
| 7                                              | Lauren Stephens        | Team Tibco                         | + 1'51"  |
| 8                                              | Ana Sanabria           | Servetto Giusta                    | + 2'24"  |
| 9                                              | Katarzyna Niewiadoma   | WM3 Pro Cycling                    | + 2'52"  |
| 10                                             | Hanna Nilsson          | BTC City Ljubljana                 | + 3'04"  |
| 11                                             | Eri Yonamine           | FDJ Nouvelle-Aquitaine Futuroscope | + 3'12"  |
| 12                                             | Ashleigh Moolman-Pasio | Cervélo-Bigla                      | + 3'16"  |
| 13                                             | Janneke Ensing         | Alé Cipollini                      | + 3'38"  |
| 14                                             | Sabrina Stultiens      | Team Sunweb                        | + 4'25"  |
| 15                                             | Leah Kirchmann         | Team Sunweb                        | + 4'34"  |
| 16                                             | Pauline Ferrand-Prévot | Canyon-SRAM                        | z.t.     |
| 17                                             | Cecilie Uttrup Ludwig  | Cervélo-Bigla                      | z.t.     |
| 18                                             | Ursa Pintar            | BTC City Ljubljana                 | z.t.     |
| 19                                             | Karol-Ann Canuel       | Boels Dolmans                      | + 4'50"  |
| 20                                             | Rossella Ratto         | Cylance                            | + 5'08"  |
|                                                |                        |                                    |          |
| 66                                             | Nathalie Verschelden   | Lensworld-Kuota                    | OTL      |

### 2e etappe (achtervolgingsrit)

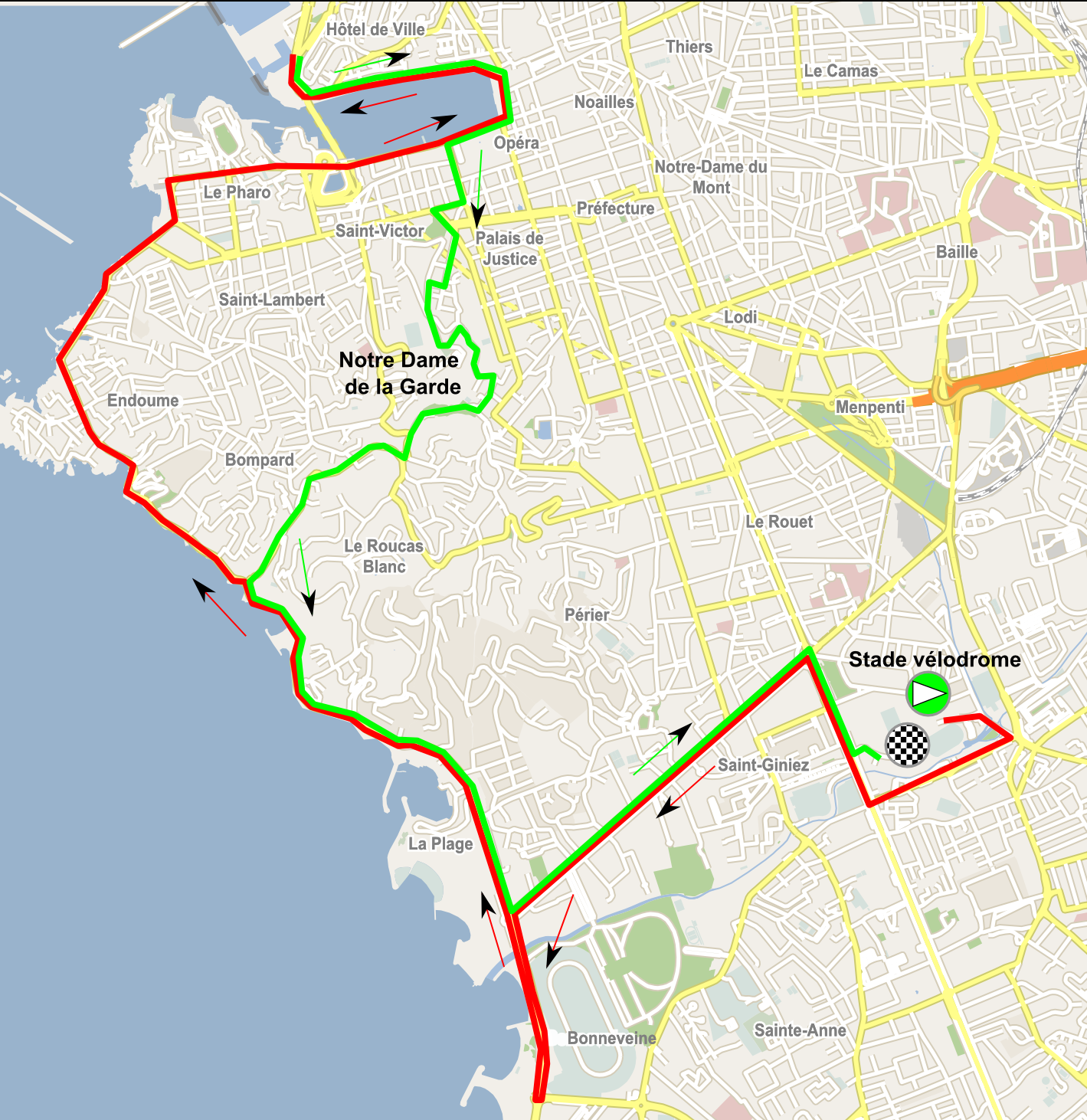
2e etappe

| zaterdag 22 juli: Marseille - Marseille (22,5 km) |                        |                                    |         |
| Plaats                                            | Naam                   | Ploeg                              | Tijd    |
| Winnaar                                           | Annemiek van Vleuten   | Orica-Scott                        | 32'52"  |
| 2                                                 | Elizabeth Deignan      | Boels Dolmans                      | + 1'52" |
| 3                                                 | Elisa Longo Borghini   | Wiggle High5                       | z.t.    |
| 4                                                 | Megan Guarnier         | Boels Dolmans                      | + 3'00" |
| 5                                                 | Amanda Spratt          | Orica-Scott                        | + 3'26" |
| 6                                                 | Shara Gillow           | FDJ Nouvelle-Aquitaine Futuroscope | + 3'48" |
| 7                                                 | Lauren Stephens        | Team Tibco                         | + 3'53" |
| 8                                                 | Katarzyna Niewiadoma   | WM3 Pro Cycling                    | + 4'35" |
| 9                                                 | Ashleigh Moolman-Pasio | Cervélo-Bigla                      | z.t.    |
| 10                                                | Ana Cristina Sanabria  | Servetto Giusta                    | + 4'46" |
| 11                                                | Hanna Nilsson          | BTC City Ljubljana                 | z.t.    |
| 12                                                | Sabrina Stultiens      | Team Sunweb                        | + 5'09" |
| 13                                                | Pauline Ferrand-Prévot | Canyon-SRAM                        | z.t.    |
| 14                                                | Cecilie Uttrup Ludwig  | Cervélo-Bigla                      | z.t.    |
| 15                                                | Eri Yonamine           | FDJ Nouvelle-Aquitaine Futuroscope | + 5'11" |
| 16                                                | Janneke Ensing         | Alé Cipollini                      | + 5'13" |
| 17                                                | Leah Kirchmann         | Team Sunweb                        | + 5'44" |
| 18                                                | Karol-Ann Canuel       | Boels Dolmans                      | z.t.    |
| 19                                                | Ursa Pintar            | BTC City Ljubljana                 | z.t.    |

2014 · 2015 · 2016 · 2017 · 2018 · 2019 · 2020 · 2021
 Strade Bianche ·
 Ronde van Drenthe ·
 Trofeo Alfredo Binda-Comune di Cittiglio ·
 Gent-Wevelgem ·
 Ronde van Vlaanderen ·
 Amstel Gold Race ·
 Waalse Pijl ·
 Luik-Bastenaken-Luik ·
 Ronde van Chongming ·
 Ronde van Californië ·
 The Women's Tour ·
 Ronde van Italië voor vrouwen ·
 La Course by Le Tour de France ·
 RideLondon Classic ·
 Open de Suède Vårgårda ·
 Ronde van Noorwegen ·
 Bretagne Classic ·
 Boels Rental Ladies Tour ·
 La Madrid Challenge by La Vuelta